# Championnat de France FFSA GT 2008
Navigation
Édition précédente Édition suivante
La saison 2008 du Championnat de France FFSA GT est la douzième édition de cette compétition et se déroule du 22 mars au 12 octobre 2009. Elle comprend sept manches organisées au sein de la Super Série FFSA et trois catégories GT1, GT2 et GT3.
Ce championnat a été remporté par Patrick Bornhauseret Christophe Bouchut au volant d'une Saleen S7-R de l'écurie Larbre Compétition. Les catégories GT2 et GT3 ont vu les victoires de Raymond Narac sur une Porsche 997 RSR d'IMSA Performance et de David Tuchbant et Antoine Leclerc sur une Lamborghini Gallardo du First Racing.

## Calendrier
| Manche | Manche | Date        | Meeting                                             | Circuit                       | Lieu          | Région/Pays                  |
| ------ | ------ | ----------- | --------------------------------------------------- | ----------------------------- | ------------- | ---------------------------- |
| 1      | C1     | 23 mars     | Super Série FFSA Nogaro / Coupes de Pâques          | Circuit Paul Armagnac         | Nogaro        | Midi-Pyrénées, France        |
| 1      | C2     | 24 mars     | Super Série FFSA Nogaro / Coupes de Pâques          | Circuit Paul Armagnac         | Nogaro        | Midi-Pyrénées, France        |
| 2      | C1     | 26 avril    | Super Série FFSA Lédenon                            | Circuit de Lédenon            | Lédenon       | Languedoc-Roussillon, France |
| 2      | C2     | 27 avril    | Super Série FFSA Lédenon                            | Circuit de Lédenon            | Lédenon       | Languedoc-Roussillon, France |
| 3      | C1     | 10 mai      | Super Série FFSA Dijon / Grand Prix Dijon-Côte d'Or | Circuit Dijon-Prenois         | Prenois       | Bourgogne, France            |
| 3      | C2     | 11 mai      | Super Série FFSA Dijon / Grand Prix Dijon-Côte d'Or | Circuit Dijon-Prenois         | Prenois       | Bourgogne, France            |
| 4      | C1     | 28 juin     | Super Série FFSA Val de Vienne                      | Circuit du Val de Vienne      | Le Vigeant    | Poitou-Charentes, France     |
| 4      | C2     | 29 juin     | Super Série FFSA Val de Vienne                      | Circuit du Val de Vienne      | Le Vigeant    | Poitou-Charentes, France     |
| 5      | C1     | 19 juillet  | Rencontres Peugeot Sport Spa                        | Circuit de Spa-Francorchamps  | Francorchamps | Région wallonne, Belgique    |
| 5      | C2     | 20 juillet  | Rencontres Peugeot Sport Spa                        | Circuit de Spa-Francorchamps  | Francorchamps | Région wallonne, Belgique    |
| 6      | C1     | 8 septembre | Super Série FFSA Albi / Grand Prix d'Albi           | Circuit d'Albi                | Le Séquestre  | Midi-Pyrénées, France        |
| 6      | C2     | 9 septembre | Super Série FFSA Albi / Grand Prix d'Albi           | Circuit d'Albi                | Le Séquestre  | Midi-Pyrénées, France        |
| 7      | C1     | 11 octobre  | Super Série FFSA finale Magny-Cours                 | Circuit de Nevers Magny-Cours | Magny-Cours   | Bourgogne, France            |
| 7      | C2     | 12 octobre  | Super Série FFSA finale Magny-Cours                 | Circuit de Nevers Magny-Cours | Magny-Cours   | Bourgogne, France            |

## Résultats[1],[2]
| Manche | Manche | Circuit                             | Date        | GT1                                   | GT1                                           | GT2                             | GT2                                | GT3                               | GT3                                        |
| Manche | Manche | Circuit                             | Date        | Pilotes                               | Écurie Voiture                                | Pilotes                         | Écurie Voiture                     | Pilotes                           | Écurie Voiture                             |
| ------ | ------ | ----------------------------------- | ----------- | ------------------------------------- | --------------------------------------------- | ------------------------------- | ---------------------------------- | --------------------------------- | ------------------------------------------ |
| 1      | 1      | Circuit Paul Armagnac               | 23 mars     | Patrick Bornhauser Christophe Bouchut | Larbre Compétition Saleen S7-R                | David Loger Éric Mouez          | Nourry compétition Porsche 996 RSR | David Tuchbant Antoine Leclerc    | First Racing Lamborghini Gallardo          |
| 1      | 2      | Circuit Paul Armagnac               | 24 mars     | Yvan Lebon Jean-Philippe Dayraut      | DKR Engineering Chevrolet Corvette C6.R       | David Loger Éric Mouez          | Nourry compétition Porsche 996 RSR | Franck Morel Fabien Rosier        | RTR Dodge Viper                            |
| 2      | 1      | Circuit de Lédenon                  | 26 avril    | Bruno Hernandez Marcel Fässler        | SRT Chevrolet Corvette C6.R                   | David Loger Éric Mouez          | Nourry compétition Porsche 996 RSR | David Tuchbant Antoine Leclerc    | First Racing Lamborghini Gallardo          |
| 2      | 2      | Circuit de Lédenon                  | 27 avril    | Patrick Bornhauser Christophe Bouchut | Larbre Compétition Saleen S7-R                | David Loger Éric Mouez          | Nourry compétition Porsche 996 RSR | Didier Moureu Mike Parisy         | AS Events Ferrari F430                     |
| 3      | 1      | Circuit automobile de Dijon-Prenois | 10 mai      | Yvan Lebon Jean-Philippe Dayraut      | DKR Engineering Chevrolet Corvette C6.R       | David Loger Éric Mouez          | Nourry compétition Porsche 996 RSR | Johan-Boris Scheier Pascal Ballay | Thierry Boutsen Energy Racing Ferrari F430 |
| 3      | 2      | Circuit automobile de Dijon-Prenois | 11 mai      | Patrick Bornhauser Christophe Bouchut | Larbre Compétition Saleen S7-R                | David Loger Éric Mouez          | Nourry compétition Porsche 996 RSR | Julien Briché Bruno Dubreuil      | First Racing Lamborghini Gallardo          |
| 4      | 1      | Circuit du Val de Vienne            | 28 juin     | Wilfried Merafina Frédéric Makowiecki | Larbre Compétition Saleen S7-R                | Philippe Polette Raymond Narac  | Nourry compétition Porsche 996 RSR | Arnaud Peyroles James Ruffier     | Ruffier Racing Lamborghini Gallardo        |
| 4      | 2      | Circuit du Val de Vienne            | 29 juin     | Bruno Hernandez Soheil Ayari          | SRT Chevrolet Corvette C6.R                   | Philippe Polette Raymond Narac  | Nourry compétition Porsche 996 RSR | Arnaud Peyroles James Ruffier     | Ruffier Racing Lamborghini Gallardo        |
| 5      | 1      | Circuit de Spa-Francorchamps        | 19 juillet  | Laurent Cazenave Julien Canal         | DKR Engineering Chevrolet Corvette C6.R       | Richard Balandras Raymond Narac | IMSA Performance Porsche 997 RSR   | Franck Morel Fabien Rosier        | RTR Dodge Viper                            |
| 5      | 2      | Circuit de Spa-Francorchamps        | 20 juillet  | Patrick Bornhauser Christophe Bouchut | Larbre Compétition Saleen S7-R                | Richard Balandras Raymond Narac | IMSA Performance Porsche 997 RSR   | Julien Briché Bruno Dubreuil      | First Racing Lamborghini Gallardo          |
| 6      | 1      | Circuit d'Albi                      | 6 septembre | Éric Debard Olivier Thévenin          | Tarrès Team Saleen S7-R                       | Richard Balandras Raymond Narac | IMSA Performance Porsche 997 RSR   | Julien Briché Bruno Dubreuil      | First Racing Lamborghini Gallardo          |
| 6      | 2      | Circuit d'Albi                      | 7 septembre | Bruno Hernandez Soheil Ayari          | Luc Alphand Aventures Chevrolet Corvette C6.R | Richard Balandras Raymond Narac | IMSA Performance Porsche 997 RSR   | Arnaud Peyroles James Ruffier     | Ruffier Racing Lamborghini Gallardo        |
| 7      | 1      | Circuit de Nevers Magny-Cours       | 11 octobre  | Patrick Bornhauser Christophe Bouchut | Larbre Compétition Saleen S7-R                | Richard Balandras Raymond Narac | IMSA Performance Porsche 997 RSR   | Julien Briché Bruno Dubreuil      | First Racing Lamborghini Gallardo          |
| 7      | 2      | Circuit de Nevers Magny-Cours       | 12 octobre  | Bruno Hernandez Soheil Ayari          | Luc Alphand Aventures Chevrolet Corvette C6.R | Richard Balandras Raymond Narac | IMSA Performance Porsche 997 RSR   | Julien Briché Bruno Dubreuil      | First Racing Lamborghini Gallardo          |

## Classements

### Général
| Pos. | Pilote                | Écurie                    | Voiture                 | Points |
| ---- | --------------------- | ------------------------- | ----------------------- | ------ |
| 1    | Patrick Bornhauser    | Larbre Compétition        | Saleen S7-R             | 268    |
| 1    | Christophe Bouchut    | Larbre Compétition        | Saleen S7-R             | 268    |
| 3    | Bruno Hernandez       | SRT Luc Alphand Aventures | Chevrolet Corvette C6.R | 248    |
| 4    | Jean-Philippe Dayraut | DKR Engineering           | Chevrolet Corvette C6.R | 220    |
| 4    | Yvan Lebon            | DKR Engineering           | Chevrolet Corvette C6.R | 220    |
| 6    | Soheil Ayari          | SRT Luc Alphand Aventures | Chevrolet Corvette C6.R | 248    |
| 7    | Éric Debard           | Tarrès Team               | Saleen S7-R             | 186    |
| 7    | Olivier Thévenin      | Tarrès Team               | Saleen S7-R             | 186    |
| 9    | Wilfried Merafina     | Larbre Compétition        | Saleen S7-R             | 182    |
| 10   | Laurent Cazenave      | DKR Engineering           | Chevrolet Corvette C6.R | 170    |